# Adolfo Suárez

Brasão de Armas do Alfonso Suárez Gonzáles, I Duque de Suárez (G.E.)

Adolfo Suárez González GCC • GCL (Cebreros, Ávila, 25 de setembro de 1932 – Madrid, 23 de março de 2014) foi um político da Espanha. Ocupou o lugar de presidente do governo de Espanha de 1976 a 1981, sendo o primeiro presidente democrático após a ditadura do general Franco.
Foi-lhe concedido pelo rei Juan Carlos I da Espanha o título de "duque de Suárez" em 1981, com grandeza da Espanha, e foi cavaleiro da Ordem do Tosão de Ouro.

## Biografia

### Etapa de formação e primeira trajetória política
Licenciado em Direito pela Universidade de Salamanca, desempenhou diferentes cargos no regime franquista da mão de Fernando Herrero Tejedor, um falangista ligado à Opus Dei, que foi o seu protetor desde que o conheceu, quando era governador civil de Ávila. Desta forma, em 1958, passa a fazer parte da Secretaría General del Movimiento ascendendo, em 1961, a Chefe do Gabinete Técnico do Vice-secretário Geral, procurador nas Cortes por Ávila em 1967 e governador civil de Segóvia em 1968. Em 1969 foi designado Diretor Geral de Radiotelevisión Española, onde já desempenhara outros cargos entre 1964 e 1968; permaneceu neste cargo até 1973.
Em abril de 1975, novamente da mão de Herrero Tejedor, foi nomeado Vice-secretário Geral do Movimiento, cargo que ostentaria até a morte do seu mentor a 13 de junho desse ano.
A 11 de dezembro de 1975, entrou no primeiro gabinete de Carlos Arias Navarro, formado após a morte de Franco, por sugestão de Torcuato Fernández Miranda, Adolfo Suárez é nomeado Ministro Secretario Geral do Movimiento.
Sua projeção para a titularidade da Presidência do Governo aumentou consideravelmente graças ao apoio da Coroa e o apoio popular às suas políticas reformistas. A 9 de junho de 1976, num discurso sobre a Lei de Associações Políticas nas Cortes antes da sua escolha citou uns versos de Antonio Machado (exilado devido ao avanço das tropas franquistas durante a Guerra Civil):
| “ | …e permiti-me para terminar que lembre os versos de um autor espanhol: «Está o hoje aberto para amanhã amanhã para o infinito Homens da Espanha: Nem o passado é morto Nem o amanhã nem o ontem escritos». | ” |

### Presidente do Governo espanhol
Quando em julho de 1976 o rei Juan Carlos I lhe encomendou a formação do segundo governo do seu reinado e a conseguinte desmontagem das estruturas franquistas, Suárez era um desconhecido para uma maioria do povo espanhol. Porém, aos seus 43 anos, com dificuldades, foi capaz de aglutinar um grupo de políticos da sua geração que chegaram às convicções democráticas por diversos caminhos. Soube reunir, junto falangistas «conversos» como ele, socialdemocratas, liberais, democrata-cristãos, etc. e, entre 1976 e 1979, desmontar o regime franquista com a cumplicidade das forças antifranquistas, como o PSOE e, especialmente, do Partido Comunista de Espanha e do seu líder, Santiago Carrillo, que denominou Suárez como um "anticomunista inteligente".
Nesta tarefa contou com a ajuda de Torcuato Fernández Miranda, entre outros, que conseguiu a auto-liquidação das Cortes franquistas e avançar no Projeto de Reforma Política diante duma receosa oposição democrática e com a colaboração do Tenente-General Manuel Gutiérrez Mellado, encarregado de tranquilizar e controlar, no possível, as altas esferas militares, compostas na sua maior parte por militares que ganharam a guerra civil e, portanto, proclives ao regime franquista.

### Primeiro presidente democrático
A 15 de junho de 1977, pela primeira vez na Espanha desde 1936, celebraram-se eleições gerais livres. Adolfo Suárez alçava-se como vencedor das mesmas, à frente de um conglomerado de formações de centro-direita, aglutinadas sob as siglas UCD (União de Centro Democrático). As Cortes saídas daquelas eleições, convertidas em constituintes, aprovaram a Constituição, que o povo espanhol referendou em 6 de dezembro de 1978.
A 20 de agosto de 1978 foi agraciado com a Grã-Cruz da Ordem Militar de Cristo de Portugal.
A 3 de março de 1979, Adolfo Suárez ganhava pela segunda vez umas eleições, e iniciava o seu terceiro mandato como presidente do Governo. Talvez o seu primeiro erro neste período tivesse sido o de evitar a apresentação do seu programa de governo perante o Congresso, o que lhe pôs contra de algum grupo, como o Partido Socialista Andaluz. Por outro lado, o triunfo nas eleições gerais ficou muito em segundo plano depois do acesso da esquerda aos principais municípios do país após as primeiras eleições municipais de abril. O acordo entre o PSOE e o PCE permitiu as grandes cidades espanholas serem governadas por prefeitos de partidos da oposição.
Foi uma etapa de governo cheia de dificuldades políticas, sociais e econômicas. Em 1980, o PSOE apresentou uma moção de censura que, embora derrotada de antemão, deteriorou ainda mais a imagem de um Suárez desprovido de apoios no seu próprio partido. Finalmente, a falta de sintonia com o rei Juan Carlos e as tensões crescentes no seu próprio partido, levaram a apresentar a sua demissão a 29 de Janeiro de 1981. Na sua mensagem ao país afirmou:
| “ | Eu não quero que o sistema democrático de convivência seja, uma vez mais, um parêntese na História da Espanha. | ” |

A suposição de que renunciava pela pressão dos militares pareceu confirmada pela tentativa de golpe de estado que aconteceu durante a investidura de Leopoldo Calvo-Sotelo. Contudo, alguns autores, Javier Tusell e Charles Powell entre eles, insistem no cansaço e na falta de apoio da Coroa como principais fatores para a sua demissão.
Em 1981, o rei concedeu-lhe o título de "duque de Suárez" pelo seu papel no processo da transição espanhola.

### Vida política posterior
Pouco depois da sua demissão criou juntamente com outros ex-dirigentes da UCD o partido Centro Democrático e Social (CDS), com o que se apresentou às eleições de 28 de outubro de 1982, sendo eleito deputado por Madrid. Revalidou a sua cadeira em 1986 e 1989, mas em 1991 demitiu-se do cargo de Presidente do CDS após os maus resultados da sua formação nas eleições municipais e abandonou definitivamente a política.
A 22 de fevereiro de 1996 foi agraciado com a Grã-Cruz da Ordem da Liberdade de Portugal. Em 1996 foi-lhe concedido o "Prêmio Príncipe de Astúrias da Concórdia" pela sua importante contribuição para a Transição Espanhola à democracia, da qual é considerado um dos grandes artífices.
Tanto a sua esposa, Amparo Illana Elórtegui, quanto a sua filha maior, Marian Suárez Illana, padeceram e faleceram de câncer (Amparo em 2001 e a sua filha em 2004). Sua filha Sonsoles Suárez, apresentadora de televisão, também sofreu câncer. Suárez tem outros três filhos: Adolfo, que foi candidato do Partido Popular à presidência da Comunidade Autônoma de Castela-A Mancha em 2003, Laura e Javier.
Foi o seu filho Adolfo que, no decurso de uma entrevista para o programa Las cerezas da Televisão Espanhola emitido a 31 de maio de 2005, revelou que o ex presidente Suárez padecia de Alzheimer, havia dois anos, e nem sequer se lembrava de ter sido Presidente do Governo nem não reconhecia ninguém, respondendo unicamente a estímulos afetivos.
A 8 de junho de 2007 e por ocasião do trigésimo aniversário das primeiras eleições democráticas, o rei Juan Carlos nomeou-o cavaleiro da insigne Ordem do Tosão de Ouro pela sua importantíssima atuação na Transição espanhola, o qual lhe foi entregue a 16 de julho de 2008
A 23 de setembro de 2007 foi publicada uma entrevista inédita feita em 1980 no jornal ABC.

### Morte
Morreu a 23 de março de 2014, em Madrid, aos 81 anos.